# Loco Iván

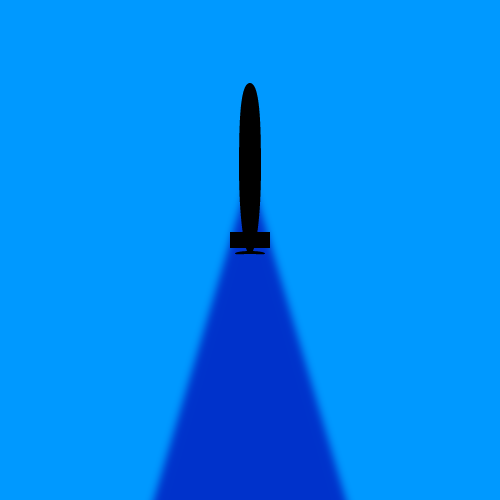
Silueta de un submarino con la estela que genera en azul marino

Se denomina  loco Iván a una maniobra de baffle cleaning usada por los submarinos de la antigua URSS en la que el submarino daba un giro de 180° para luego volver a la dirección original. La maniobra, que hace parecer que los rusos (Iván, de forma coloquial) actuaban de forma loca o errática, era en realidad una forma deliberada de compensar los defectos de los sonares montados en el casco. La estela que producía su posición en el exterior del casco permitía a otro submarino seguirlo sin ser detectado, por la zona ciega que este era incapaz de percibir. La maniobra estaba pues diseñada para invertir la situación entre presa y perseguidor.
- Datos: Q20981449